# Oranjemund
Oranjemund este un oraș din Namibia.